# (523760) 2014 WQ509
(523760) 2014 WQ509 est un objet transneptunien du groupe des plutinos et une planète naine potentielle d'environ 320 km de diamètre.